# Antonio de Ulloa
Antonio de Ulloa, född 12 januari 1716 i Sevilla, död 5 juli 1795 på Isla de Leon, Cádiz, var en spansk general, upptäcktsresande, författare och astronom. Han var den förste som upptäckte grundämnet platina. 
Ulloa ingick vid spanska flottan och var redan marinlöjtnant, då han 1734 på sin regerings uppdrag följde några franska vetenskapsmän, bland andra Pierre Bouguer och Charles Marie de La Condamine, att deltaga vid gradmätningen i Peru. 
Därefter reste han, till 1744, genom de spanska besittningarna i Sydamerika och satte de av britterna hotade kusterna i försvarstillstånd. På återvägen från Amerika föll han i brittisk fångenskap, men frigavs genast i London och upptogs till medlem av Royal Society. 
Efter vidlyftiga resor, under vilka han lärde känna de flesta av Europas länder och bland annat 1751 besökte Stockholm, där han invaldes som utländsk ledamot av Vetenskapsakademien, försökte han upphjälpa Spaniens näringsliv, särskilt ylleindustrin och kvicksilverproduktionen, samt fullbordade hamnbassängerna i Cartagena och Ferrol. 
År 1766 blev han guvernör över Louisiana, men hemkallades snart och utnämndes till generaldirektör över spanska marinen. På grund av en försummad demonstration mot den brittiska flottan försattes han 1780 ur aktiv tjänst, dock med bibehållande av sina värdigheter.